# Yes (musikgrupp)
För andra betydelser, se Yes.
Yes är en brittisk progressiv rockgrupp som bildades 1968 i London av basisten Chris Squire och sångaren Jon Anderson. Yes nådde framgångar under 1970-talet med progressiv konstrock. Gruppen känns igen genom sin användning av mystiska och kosmiska texter, liveframträdande och långa kompositioner, ofta med komplexa instrumental- och sångarrangemang. Bandets senaste uppsättning består av sångaren Jon Davison, gitarristen Steve Howe, basisten Billy Sherwood och keyboardisten Geoff Downes.
Squire och gitarristen Peter Banks hade spelat tillsammans i The Syn och därefter i Mabel Greer's Toyshop. Anderson, och senare också trummisen Bill Bruford, anslöt till en uppsättning av Mabel Greer's Toyshop, som sedan utvecklades till Yes. Gruppen gjordes sedan komplett då keyboardisten Tony Kaye anslöt. På 1970-talet gav Yes ut album som i allmänhet betraktas som dess kreativa topp: The Yes Album, Fragile (båda 1971), Close to the Edge (1972), Tales from Topographic Oceans (1973), Relayer (1974) och Going for the One (1977). Under större delen av denna period bestod gruppen av Anderson, Squire, Howe (som ersatte Banks 1970), Rick Wakeman på keyboard och Bruford, eller senare Alan White, på trummor. Kaye och Patrick Moraz spelade keyboard på varsitt av dessa album.
Efter det relativa misslyckandet med Tormato (1978), samtidigt som punkrocken slog igenom, lämnade Anderson och Wakeman Yes 1980; Squire, Howe och White spelade samma år in Drama med Downes och den nya sångaren Trevor Horn, båda var också medlemmar i The Buggles. Yes upplöstes 1981. Howe och Downes bildade året därpå Asia.
Yes återförenades 1983 med Anderson, Squire, White, en återkommande Kaye, samt sångaren och gitarristen Trevor Rabin och antog en mer pop-rock-orienterat sound. Detta blev snabbt den kommersiellt mest framgångsrika uppsättningen av Yes med 90125 (1983), som gav gruppen dess första singeletta i USA med "Owner of a Lonely Heart", och Big Generator (1987). Turnén till albumet Union (1991), som förde samman medlemmar från Yes och Anderson Bruford Wakeman Howe, var en kommersiell framgång som innehöll en åtta man stor uppsättning (i stället för en kvintett). Senare album och singlar har sålt mindre bra. 2008 ersattes Anderson av Benoit David och keyboardisten Wakeman av dennes son, Oliver Wakeman. Senare byttes också denne ut, mot Downes, som återvände till bandet.
Yes är ett av de mest framgångsrika och inflytelserika progressiva rockbanden. Tio av bandets 21 studioalbum har nått topp tio i antingen Storbritannien eller USA och två av dessa nådde nummer ett i Storbritannien. De har sålt 13,5 miljoner certifierade exemplar i USA. 1985 vann gruppen en Grammy Award för Best Rock Instrumental Performance med låten "Cinema" och blev Grammynominerade vid fem tillfällen mellan 1985 och 1992. De blev rankade som nummer 94 på VH1:s lista över de bästa artisterna inom hard rock. I april 2017 valdes gruppen in i Rock and Roll Hall of Fame and Museum.

## Historik

### 1967–1971: Början på bandet
1967 bildade basisten Chris Squire rockbandet Mabel Greer's Toyshop, tillsammans med sångaren och gitarristen Clive Bayley, trummisen Bob Hagger och gitarristen Peter Banks. Gruppen spelade på Marquee Club i London, där ägaren av den intilliggande klubben La Chasse, Jack Barrie, såg gruppen framträda: "Det var inget märkvärdigt med dem, de var väldigt bra musiker men det var uppenbart att de inte skulle ta sig någonstans." Barrie introducerade Squire för sångaren Jon Anderson, som arbetade på La Chasse, och de upptäckte att de båda var intresserade av Simon & Garfunkel och stämsång. Kort därefter skrev de båda låten "Sweetness", som återfinns på bandets första studioalbum. Samtidigt hade Banks lämnat Mabel Greer's Toyshop för att istället spela i Neat Change, men sparkades från denna grupp den 7 april 1968. I juni 1968 ersattes Hagger av Bill Bruford, som hade publicerat en annons i Melody Maker, och Banks kallades tillbaka och ersatte Bayley som gitarrist. Snart anslöt också Tony Kaye, en klassiskt skolad organist och pianist som tidigare spelat med Johnny Taylor's Star Combo and the Federals. Det nybildade bandet repeterade i källaren till caféet The Lucky Horseshoe vid Shaftesbury Avenue mellan den 10 juni och den 9 juli 1968.
Anderson föreslog att man skulle döpa bandet till Life, medan Squire föreslog World. Banks svarade bara "Yes" (ja), vilket istället blev gruppens namn. Den 4 augusti 1968 gjorde bandet livedebut på ett ungdomsläger i East Mersea, Essex. Gruppens tidiga repertoar bestod av covers från artister såsom The Beatles, The 5th Dimension och Traffic. Den 16 september spelade bandet på klubben Blaise's i London, som ersättare till Sly and the Family Stone, som inte dök upp. Yes blev väl emottaget av publiken, inklusive värden Roy Flynn, som senare samma kväll blev gruppens manager. Samma månad bestämde sig Bruford att sluta spela för att istället studera på University of Leeds. Hans ersättare, Tony O'Reilly från bandet Koobas, hade svårt att spela med resten av bandet på scenen. Bruford återvände snart, efter att Anderson och Squire övertygat honom att komma tillbaka till Yes då gruppen skulle agera förband vid Creams farvälkonsert på Royal Albert Hall den 26 november samma år.
Efter att ha sett en konsert med King Crimson 1969 insåg bandmedlemmarna att det var hård konkurrens om spelningar kring London och att man behövde vara mer tekniskt framträdande, varpå gruppen började repetera mer frekvent. Snart hade man ett skivkontrakt med Atlantic Records och gav i augusti 1969 ut debutalbumet Yes. Albumet består till större delen av eget material, men innehåller också låtarna "Every Little Thing" av The Beatles och "I See You" av The Byrds. Trots att albumet misslyckades att ta sig in på den brittiska albumlistan berömde kritikern Lester Bangs albumets "känsla av stil, smak och subtilitet" i tidningen Rolling Stone. Melody Makers kolumnist Tony Wilson valde Yes och Led Zeppelin som de två band som "mest sannolikt kommer att lyckas".
Efter en turné i Skandinavien med The Small Faces hade Yes en solokonsert på Queen Elizabeth Hall den 21 mars 1970. Den andra halvan bestod av utdrag från gruppens kommande studioalbum Time and a Word, ackompanjerad av en 20 man stark ungdomsorkester. Banks lämnade Yes i maj, två månader innan utgivningen av albumet. Han var missnöjd med tanken på att spela in med en orkester och med att bandet sparkat Flynn tidigare under året. Han indikerade senare att han blivit sparkad av Anderson och Squire och att Kaye och Bruford inte vetat om något i förväg. Likt föregående album innehåller Time and a Word två covers: "Everydays" av Buffalo Springfield och "No Opportunity Necessary, No Experience Needed" av Richie Havens. Albumet tog sig in på den brittiska albumlistan och nådde som bäst plats 45. Banks ersattes av Steve Howe, som tidigare spelat i gruppen Tomorrow. Howe syns på ett foto på den amerikanska utgåvan av albumet, trots att han inte medverkar på det.

### 1971–1974: Genombrott
Med denna sättning hyrde bandet en bondgård i Devon för att skriva nya låtar till ett nytt studioalbum. Howe cementerade sin plats i bandet med sitt unika sound från sin Gibson ES-175 och sina olika akustiska gitarrer. Med ljudteknikern och producenten Eddy Offord varade inspelningssessioner upp till 12 timmar och varje spår spelades in bitvis och sattes sedan ihop för att bilda en hel låt. Bandet lärde sig sedan att spela hela låten efter att man blivit färdiga med den sista mixen. The Yes Album gavs ut i februari 1971 och blev gruppens första större kommersiella framgång. På albumet märktes en förändring i bandets genreförankring; lyssnarna introducerades till längre, progressiva låtar med många olika partier (exempelvis "Yours Is No Disgrace" och "Starship Trooper"). I Storbritannien nådde det plats fyra, medan det i USA nådde plats 40 på Billboard 200.
I januari 1971 gav Yes sig ut på en 28 dagar lång turné i Europa tillsammans med Iron Butterfly. Man köpte sedan hela Iron Butterflys PA-utrustning, vilket förbättrade deras scenframträdande och sound. Den 24 juni samma år spelade gruppen för första gången i Nordamerika, som förband till Jethro Tull, i Edmonton, Kanada. Kaye spelade sin sista konsert med Yes på Crystal Palace Bowl i London i augusti, innan han sparkades från bandet. Beslutet togs sedan stämningen mellan honom och Howe blivit alltmer spänd under turnéerna, samt att Kaye motsatte sig att använda mellotron och minimoog, då han istället föredrog att hålla sig till piano och hammondorgel.
Då Kaye lämnade Yes hade bandet redan hittat sin nya keyboardist – Rick Wakeman – som var klassiskt skolad och tidigare under året lämnat folkrockgruppen Strawbs. Wakeman var redan en etablerad studiomusiker och hade spelat med T. Rex, David Bowie, Cat Stevens och Elton John. Squire sade att Wakeman kunde spela "en flygel i tre takter, en mellotron i två takter och en moog i nästa, helt klockrent", vilket gav Yes texturer som passade gruppens nya material. Bandets fjärde album, Fragile, gavs ut den 26 november 1971 och påvisade gruppens växande intresse för strukturerna inom den klassiska musiken. Som intro till sina konserter då gruppen turnerade 1971 och 1972 spelades ett utdrag från The Firebird (Eldfågeln) av Igor Stravinskij. Varje medlem skrev varsin låt till albumet och det var också starten på gruppens långvariga samarbete med konstnären Roger Dean, som designade bandets logotyp, albumomslag och scenbakgrund. Som bäst nådde Fragile plats 7 i Storbritannien och plats 4 i USA. I USA gavs albumet ut i januari 1972 och blev bandets första att nå en topp 10-placering där. En kortare version av öppningsspåret "Roundabout" gavs ut som singel och nådde som bäst plats 13 på Billboard Hot 100 i USA.

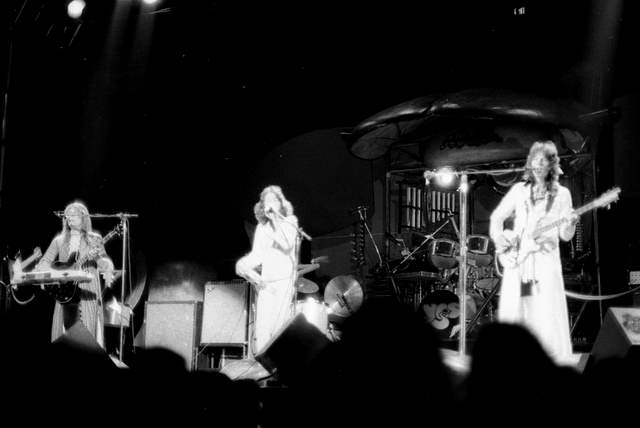
Yes live 1974. Från vänster: Howe, Anderson och Squire.

I februari 1972 spelade Yes in en cover av Paul Simons låt "America", som sedan gavs ut som singel och nådde plats 46 i USA. Låten gavs senare ut på The New Age of Atlantic, ett samlingsalbum med band från Atlantic Records, samt Yes samlingsalbum Yesterdays som gavs ut 1975.
Bandets femte och mest ambitiösa album dittills, Close to the Edge, gavs ut i september 1972. Titelspåret, som är 19 minuter långt, tog upp hela första sidan av vinylskivan och har element av klassisk musik, psykedelisk rock, pop och jazz. Albumet nådde som bäst plats 3 i USA och plats 4 i Storbritannien. Låten "And You and I" gavs ut som singel och nådde plats 42 på Billboard Hot 100. De växande framgångarna, både kommersiellt och från kritiker, var inte tillräckligt för att Bruford skulle stanna kvar i bandet. Under sommaren 1972, innan utgivningen av albumet, lämnade han Yes för att ansluta till King Crimson. Bandet övervägde flera ersättare, inklusive Aynsley Dunbar (som då ingick i Frank Zappas band), men beslöt sig för Alan White, som tidigare spelat i Plastic Ono Band. White var dessutom vän med Anderson och Offord och hade vikarierat i Yes bara veckor innan Bruford lämnade bandet. White lärde sig bandets repertoar på tre dagar, innan man gav sig ut på turné. Vid den här tiden började Yes bli etablerade rockstjärnor och nådde framgångar över större delen av världen. Whites tidiga turnéer med bandet dokumenterades på trippelalbumet Yessongs, som gavs ut i maj 1973. Albumet nådde plats 7 i Storbritannien och plats 12 i USA. En konsertfilm med samma namn hade premiär 1975: filmen var tagen från bandets konserter på Rainbow Theatre, London i december 1972, med pålagda psykedeliska bilder och effekter.
Den 14 december 1973 gavs bandets sjätte studioalbum ut, Tales from Topographic Oceans, som delade både kritiker och fans i två läger. Albumet var baserat på Andersons tolkning av skrifter från en fotnot i Paramahansa Yoganandas bok Autobiography of a Yogi. Albumet blev det första i Storbritannien att uppnå guldstatus bara genom förhandsbokningar. Tales from Topographic Oceans låg etta i Storbritannien i två veckor och nådde plats 6 som bäst i USA, där det också var bandets fjärde studioalbum i följd att uppnå guldstatus. Wakeman var inte nöjd med albumet och är kritisk till mycket av dess material. Han kände att sektioner "blödde till döds" och innehöll för många musikaliska lager. Efter den följande turnén lämnade Wakeman Yes. Hans soloalbum Journey to the Centre of the Earth toppade albumlistan i maj 1974. Turnén innehöll bland annat fem utsålda konserter i följd på Rainbow Theatre, vilket Yes var det första rockbandet att uppnå.

### 1974–1981: Nya medlemmar och uppbrott
Flera musiker övervägdes för att ersätta Wakeman, bland andra Vangelis, Eddie Jobson från Roxy Music och Jean Roussel, som tidigare spelat med Cat Stevens. Man valde slutligen Patrick Moraz från Refugee, som anslöt till bandet i augusti 1974 under inspelningssessionerna för Relayer, som skedde hemma hos Squire i Virginia Water, Surrey. Albumet gavs ut i november samma år och uppvisade en jazzfusion-influerad sida av Yes. Albumet innehåller den 22 minuter långa "The Gates of Delirium", som handlar om ett krig, inspirerat av Krig och fred av Leo Tolstoj. Den avslutande delen av låten, "Soon", gavs ut som singel. Albumet nådde som bäst plats 4 och 5 i Storbritannien respektive USA. Yes gav sig sedan ut på en världsturné som varade mellan den 8 november 1974 till den 25 juli 1975. Efter turnén gjorde gruppen ett framträdande på Reading Festival i augusti samma år. Samlingsalbumet Yesterdays gavs ut under första halvan av 1975 och innehåll låtar från bandets två första studioalbum, B-sidan "Dear Father" från singeln "Sweet Dreams", samt "America".
Mellan 1975 och 1976 gav varje medlem ut ett soloalbum. Yes turné i Nordamerika med Peter Frampton 1976 innehöll några av gruppens mest välbesökta konserter. Konserten på John F. Kennedy Stadium i Philadelphia den 12 juni 1976 sågs av över 100 000 människor. Roger Deans bror Martyn var den huvudsakliga designern till turnéns scenuppsättning, medan Roger och designern Felicity Youette stod för bakgrunderna.

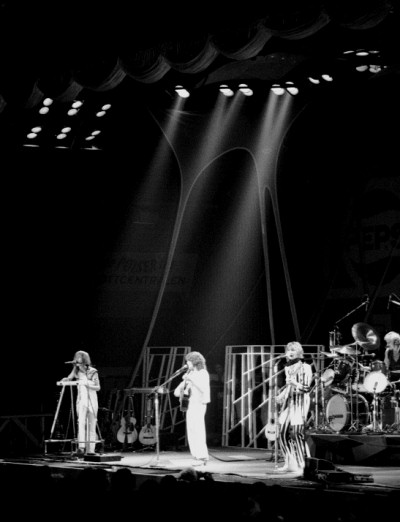
Yes live i Norge 1977. Från vänster: Howe, Anderson, Squire och White.

I slutet av 1976 reste bandet till Schweiz och påbörjade inspelningarna för nästa studioalbum, Going for the One, i Mountain Studios, Montreux. Det var då Anderson skickade tidiga versioner av "Going for the One" och "Wonderous Stories" till Wakeman, som kände att han kunde bidra till materialet mycket bättre än bandets tidigare utgivningar. Moraz sparkades efter att Wakeman blivit inhyrd som studiomusiker. Då albumet gavs ut i juli 1977 toppade det den brittiska albumlistan under två veckor, medan det i USA nådde plats 8 som bäst. "Wonderous Stories" och "Going for the One" gavs ut som singlar i Storbritannien och nådde plats 7 respektive plats 25. Till skillnad från tidigare album designades omslaget till Going for the One av Hipgnosis. Den efterföljande turnén påbörjades den 30 juli 1977 i Toledo, USA och avslutades den 6 december samma år i Paris, Frankrike.
Yes nionde studioalbum, Tormato, gavs ut i september 1978 då punkrocken var som mest populär i England, vilket fick musikpressen att kritisera Yes som omoderna. På albumet fortsatte gruppen sin nya trend med kortare låtar: ingen låt är längre än åtta minuter. Wakeman ersatte sin mellotron med en birotron och Squire experimenterade med olika pedaler till sin bas. Tormato producerades av bandmedlemmarna själva, som blev oense då albumet skulle mixas. Albumet spelades frekvent på rockradiostationer, vilket bidrog till att det nådde plats 8 och plats 10 i Storbritannien respektive USA. I USA har det sålts i över en miljon exemplar och har därför platinacertifierats av Recording Industry Association of America. Trots att albumet kritiserats av både bandmedlemmarna själva och musikrecensenter, var den efterföljande turnén en stor kommersiell framgång. Konserterna gjordes med en roterande scen och med ett 360-gradigt ljudsystem ovanför den. I september 1978 gjorde gruppen fyra utsålda konserter på Madison Square Garden i New York, i följd. Detta gav gruppen en Golden Ticket Award för över en miljon sålda konsertbiljetter. I juni 1979 gav man ytterligare tre utsålda konserter på samma ställe.
I oktober 1979 samlades bandet i Paris med producenten Roy Thomas Baker. Deras tidigare mångsidiga tillvägagångssätt splittrade nu gruppen, då Anderson och Wakeman föredrog den mer fantastiska och delikata inställningen till låtarna medan de övriga föredrog ett tyngre rocksound. Howe, Squire och White tyckte inte om musiken som Anderson erbjöd vid denna tidpunkt, då den vägde för lätt och saknade den tyngd som de själva genererat i sina skrivsessioner. Sessionerna i Paris avbröts plötsligt i december efter att White brutit en fot, då han åkt rullskridskor på ett disco. När bandet, utan Wakeman (som bara hade förbundit sig att spela in då nytt material skulle vara redo att spelas in), återsamlades i februari 1980 för att fortsätta arbetet med projektet, hindrade deras växande musikaliska skillnader, i kombination med oenigheterna inom gruppen, arbetet med ett nytt album. Journalisten Chris Welch noterade, efter att ha deltagit vid en repetition, att Anderson "sjöng utan sin vanliga övertygelse och verkade ovillig att prata". I slutet av mars hade Howe, Squire och White börjat spela in demos med nytt material som en instrumental trio, alltmer osäkra på Andersons framtida medverkan. Så småningom, efter en ekonomisk dispyt, lämnade Anderson Yes och en nedslagen Wakeman lämnade bandet kring samma tidpunkt.
Att Anderson och Wakeman lämnat Yes hölls hemligt för alla utanför bandets inre cirkel. Då de kvarvarande medlemmarna hade förhoppningar om att fortsätta med Yes med nya medlemmar, avslöjade Squire situationen för Trevor Horn och Geoff Downes, som ingick i popduon The Buggles. Han föreslog att de båda skulle ansluta till Yes, varpå både Horn och Downes tackade ja. Den nya inkarnationen av Yes spelade sedan in albumet Drama, som gavs ut i augusti 1980. Det innehöll ett tyngre, hårdare sound än det material Yes hade spelat in med Anderson 1979 och öppnade med den långa rocklåten "Machine Messiah". Albumet fick en del speltid på radio under sommaren och hösten 1980 och nådde som bäst plats 2 i Storbritannien och plats 18 i USA. Drama var bandets första album sedan 1971 att inte guldcertifieras av RIAA. Den efterföljande turnén i Nordamerika och Storbritannien fick ett blandat mottagande från publiken. Yes tilldelades dock ett certifikat efter att de haft 16 utsålda konserter i följd på Madison Square Garden sedan 1974.
Efter turnén återsamlades Yes i England för att besluta vad nästa steg skulle vara. Man började med att sparka managern Brian Lane. Horn lämnade sedan Yes för att uppta en karriär inom musikproduktion, följt av Whites och Squires avgångar. Då Downes och Howe var de enda kvarvarande medlemmarna, beslutade de sig för att inte fortsätta med gruppen och skiljdes åt i december 1980. Ett livealbum, med inspelningar från 1976 till 1978, som mixades i mitten av 1979 och som till en början var tänkt att ges ut i slutet av 1979, gavs ut som Yesshows i november 1980. Albumet nådde som bäst plats 22 i Storbritannien och plats 43 i USA. I mars 1981 bekräftade gruppens management att Yes inte längre fanns.
Downes och Howe återförenades senare för att bilda Asia med den tidigare King Crimson-basisten och vokalisten John Wetton och trummisen Carl Palmer från Emerson, Lake & Palmer. Squire och White fortsatte att arbeta tillsammans. Inledningsvis gjorde man inspelningar med Jimmy Page för ett föreslaget band med namnet XYZ (förkortat "ex-Yes-and-Zeppelin") våren 1981. Pages före detta bandkollega Robert Plant skulle också medverka som vokalist, men tappade entusiasmen på grund av den nyligen avlidne Led Zeppelin-trummisen John Bonham. Den kortlivade gruppen producerade ett antal demospår. Element från dessa förekom senare i Pages band The Firm och i de framtida Yeslåtarna "Mind Drive" och "Can You Imagine?". I slutet av 1981 gav Squire och White ut jullåten "Run with the Fox", med Squire på sång, som spelades på radion på 1980-talet och början av 1990-talet under julperioderna. Ett andra samlingsalbum, Classic Yes, släpptes i november 1981.

### 1982–1988: Återförening,90125ochBig Generator
Phil Carson, som ägde Atlantic Records, introducerade Squire och White för gitarristen och sångaren Trevor Rabin 1982. Rabin hade tidigare varit medlem i den sydafrikanska gruppen Rabbitt, givit ut tre soloalbum och arbetat som producent. De tre bildade det nya bandet Cinema. Squire rekryterade också Yes originalkeyboardist Tony Kaye. Trots att tre av medlemmarna tidigare spelat i Yes, var Cinema till en början inte tänkt att vara en fortsättning på Yes, varför gruppen äntrade studion för att spela in ett debutalbum som en helt ny grupp. Trots att Rabin och Squire initialt båda delade på leadsången tog man in Trevor Horn som en potentiell sångare – han valde dock att bli bandets producent istället. Horn kom bra överens med alla utom Kaye, vilket ledde till att keyboardisten lämnade bandet efter att ha repeterat med det under sex månaders tid. Samtidigt hade Squire träffat Jon Anderson (som givit ut två soloalbum och nått framgångar med Jon & Vangelis sedan han lämnat Yes) under en fest i Los Angeles och spelade upp Cinemas demolåtar. Anderson bjöds in till projektet och blev gruppens leadsångare i april 1983. Detta var under de sista veckorna av sessionerna, vilket gjorde att Anderson hade väldigt lite kreativ input på låtarna förutom att spela in sin sång och ändra några texter.
Cinema ändrade sitt namn till Yes i juni 1983: ett förslag som kommit från skivbolaget. Rabin motsatte sig detta till en början då han oavsiktligt hamnat i ett återförenat band med en historia och förväntningar på sig, istället för att spela i en helt ny grupp. Då fyra tidigare Yesmedlemmar medverkade (varav tre var originalmedlemmar) blev namnbytet ett smart drag kommersiellt sett. Det nya albumet var en radikal stilistisk ändring, då det nya Yes tagit till sig ett pop-rocksound som visade väldigt lite av deras progressiva rötter. Denna inkarnation av bandet har ibland, informellt, kallats för "Yes-West", då bandet nu hade sin bas i Los Angeles istället för i London.
Yes gav ut sitt comebackalbum, 90125, i november 1983. Albumet blev gruppens bästsäljande och platinacertifierades av RIAA tre gånger (3 miljoner exemplar sålda) i USA, och introducerade bandet till en yngre publik. "Owner of a Lonely Heart" toppade Hot Mainstream Rock Tracks i fyra veckor och blev Yes enda singeletta (under två veckor i januari 1984) på Billboard Hot 100 i USA. Kayes ersättare, Eddie Jobson, medverkar i låtens musikvideo, men klipptes bort så mycket som möjligt då Kaye övertalats att återvända till bandet.
1984 nådde singlarna "Leave It" och "It Can Happen" plats 24 respektive 51 i USA. Yes tilldelades sin enda Grammy Award, för Best Rock Instrumental Performance, med den två minuter långa "Cinema" 1985. De nominerades också i kategorierna Best Pop Performance by a Duo or Group With Vocals med "Owner of a Lonely Heart" och Best Rock Performance by a Duo or Group with Vocal med 90125. Bandets efterföljande turné var den mest lukrativa i deras historia. Från den skapades konsertfilmen 9012Live, regisserad av Steven Soderbergh, med extra specialeffekter från Charlex, som kostade 1 miljon dollar. 1985 gav Yes ut minialbumet 9012Live: The Solos, vilket gav Yes ytterligare en Grammynominering för Best Rock Instrumental Performance med Squires solospår, en version av "Amazing Grace".
Yes påbörjade inspelningarna för sitt tolfte studioalbum, Big Generator, 1986. Sessionerna genomgick många uppehåll då man använde flera olika inspelningsplatser i Italien, London och Los Angeles. Dessutom kom Rabin och Horn inte överens, vilket gjorde att albumet försenades.  Så småningom tog Rabin över slutproduktionen och albumet gavs ut i september 1987 och börjades omedelbart att spelas flitigt på radiostationer. I Storbritannien nådde Big Generator plats 17, medan det i USA nådde plats 15 som bäst. Big Generator blev Grammynominerad i kategorin Best Pop Performance by a Duo or Group With Vocals 1988 och platinacertifierades av RIAA. Singeln "Love Will Find A Way" toppade Mainstream Rock Chart, medan "Rhythm of Love" och "Shoot High Aim Low" nådde plats 2 respektive 11. Den efterföljande turnén avslutades med en konsert på Madison Square Garden den 14 maj 1988 som en del av Atlantic Records 40-årsjubileum.

### 1988–1995:Unionoch sista åren med Rabin
I slutet av 1988 kände sig Anderson kreativt åsidosatt av Rabin och Squire och hade blivit trött på Yes-Wests musikaliska riktning. Han lämnade bandet och hävdade att han aldrig skulle stanna i Yes enbart av ekonomiska skäl och började arbeta på ett soloprojekt i Montserrat, som så småningom involverade Wakeman, Howe och Bruford. Samarbetet ledde till förslag om en eventuell återförening av det "klassiska" Yes, trots att projektet från början inkluderat basisten Tony Levin, som Bruford hade arbetat med i King Crimson. Istället för att ta över eller på annat sätt använda namnet Yes, kallade man projektet istället för Anderson Bruford Wakeman Howe (ABWH). Deras självbetitlade debutalbum gavs ut 1989 och innehöll "Brother of Mine", som spelades flitigt på MTV och blev guldcertifierad i USA. Det framkom senare att de fyra bandmedlemmarna inte hade spelat in tillsammans. Howe har offentligt sagt att han var missnöjd med mixen av hans gitarrer på albumet, även om en version av "Fist of Fire" med flera av Howes gitarrer kvar intakt gavs ut på boxen In a Word 2002. ABWH turnerade både 1989 och 1990 som "An Evening of Yes Music", med Levin, keyboardisten Julian Colbeck och gitarristen Milton McDonald som extra stöd. Ett livealbum spelades in och gavs ut 1993 med titeln An Evening of Yes Music Plus, med Jeff Berlin på bas, då Levin var sjukskriven. Turnén var omgärdad av juridiska strider med Atlantic Records på grund av bandets referenser till Yes i både reklammaterial och titeln på turnén.
Efter turnén återvände gruppen till studion för att producera en uppföljare till debutalbumet, med arbetsnamnet Dialogue. Skivbolaget Arista Records vägrade ge ut albumet efter att man hört de initiala mixarna och tyckt att de var för dåliga. De uppmanade gruppen att leta efter externa låtskrivare, helst sådana som kunde hjälpa dem att få fram en hitsingel. Anderson berättade om situationen för Rabin, som skickade en demo med fyra låtar till Anderson och sade att ABWH kunde ta en av dessa, men att övriga låtar skulle skickas tillbaka. Arista ville ha samtliga låtar, vilket Rabin inte gick med på. Samtidigt hade "Yes-West" arbetat på en uppföljare till Big Generator och letat efter en ny sångare. Roger Hodgson, som tidigare varit medlem i Supertramp, hade redan tackat nej till posten; han gillade att arbeta och skriva med gruppen, men gillade inte tanken att ge ut resultatet i Yes namn. Bandet hade också arbetat med Kansas sångare Steve Walsh, samt Billy Sherwood från World Trade. Walsh tillbringade endast en dag med Yes, medan Sherwood passade bra i bandet och hade fortsatt låtskrivarsessionerna. Arista föreslog att "Yes-West" skulle spela in de fyra låtarna med Anderson som vokalist och lägga till dem på det nya albumet och sedan ge ut det under Yes namn.
Union gavs ut i april 1991 som det trettonde studioalbumet från Yes. Anderson stod för all leadsång medan de två grupperna spelade på sina egna låtar. Squire körade på några av ABWH:s låtar och Tony Levin spelade bas på samtliga av dessa låtar. Samtliga åtta medlemmar medverkar inte samtidigt på något av spåren. Howes instrumentala "Masquerade" blev Grammynominerad i kategorin Best Rock Instrumental Performance 1992. Albumet har sålts i över 1,5 miljon exemplar världen över och nådde som bäst plats 7 och 15 i Storbritannien respektive USA. Två singlar från albumet gavs ut: "Lift Me Up" toppade Mainstream Rock Chart i maj 1991, i sex veckor totalt, medan "Saving My Heart" som bäst nådde plats 9.
Nästan hela bandet har öppet uttryckt att man ogillar Union. Bruford vill inte kännas vid det och Wakeman var enligt uppgift inte i stånd att känna igen något av hans arbete på det slutliga albumet och kastade ut sin kopia av albumet ur sin limousine. Han har sedan dess kallat albumet "Onion" (lök), eftersom det får honom att gråta när han tänker på det. Unions samproducent Jonathan Elias har senare sagt i en intervju att Anderson kände till att man använt sig av studiomusiker på albumet. Han tillade även att han och Anderson hade tagit initiativet till detta då några av medlemmarna vid denna tid inte kom överens och inte var kapabla att arbeta tillsammans. Samtliga åtta medlemmar medverkade sedan på turnén för Union mellan 1991 och 1992, på en cirkelformad scen. Efter turnén valde Bruford att inte längre vara involverad i Yes och återvände till sitt jazzprojekt Earthworks.

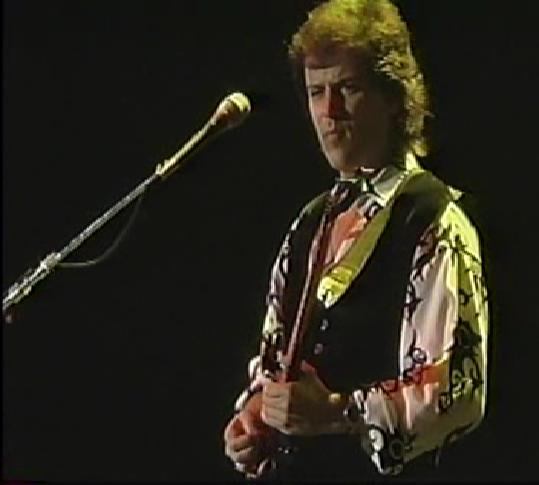
Rabin live med Yes i Chile 1994.

1993 släpptes albumet Symphonic Music of Yes som innehåller orkestrerade Yeslåtar arrangerade av David Palmer. Howe, Bruford och Anderson medverkar på albumet, tillsammans med Londons filharmoniska orkester, den engelska kammarorkestern, och London Community Gospel Choir. Likt Union planerades det efterföljande Yesalbumet snarare av skivbolaget, än av bandet självt. Victory Music föreslog för Rabin att man skulle producera ett album enbart med 90125-sättningen av Yes. Initialt svarade Rabin genom att begära att Wakeman också skulle medverka. Rabin började samla material till albumet i sitt hem, med hjälp av det dåvarande banbrytande konceptet med en digital hemmastudio och använde material som han själv och Anderson skrivit. 1993 hade man kommit långt med produktionen av det nya albumet men Wakemans medverkan hade avblåsts, då hans vägran att lämna sitt långvariga management skapat juridiska problem.
Talk gavs ut i mars 1994 och är bandets fjortonde studioalbum. Omslaget designades av popkonstnären Peter Max. Albumet komponerades och utfördes till stor del av Rabin och de andra bandmedlemmarna följde Rabins spår för deras respektive instrumentering. Det producerades av Rabin med teknikern Michael Jay och spelades in digitalt med Digital Performer på Apple Macintosh-datorer. Albumet blandade radiovänlig rock med ett mer strukturellt ambitiöst tillvägagångssätt, som tagits från bandets progressiva rötter, med den femton minuter långa låten "Endless Dream". Albumet nådde plats 20 i Storbritannien och plats 33 i USA – gruppens sämsta notering i respektive land sedan början av 1970-talet. Låten "The Calling" nådde plats 2 på Billboard Hot Mainstream Rock Tracks, medan "Walls", som Rabin hade skrivit med Roger Hodgson, som bäst nådde plats 24. "Walls" blev Yes näst sista singel att ta sig in på denna lista. Rabin och Hodgson skrev mycket material tillsammans och blev nära vänner. Yes framförde "Walls" på Late Show with David Letterman den 20 juni 1994.
På turnén för Talk användes ett ljudsystem som utvecklats av Rabin med namnet Concertsonics, vilket gav publiken på vissa sittplatser chansen att ställa in bärbara FM-radioapparater till en viss frekvens så att de kunde lyssna på konserten i hörlurar. Under turnén medverkade också Billy Sherwood som gitarrist och keyboardist. I början av 1995, efter turnén, sade Rabin att han hade uppnått sina högsta ambitioner med Talk och beklagade dess mediokra mottagande som "bara inte vad folk ville höra vid den tiden". Han sade vidare att "jag tror jag är klar" och återvände till Los Angeles, där han skiftade fokus till att göra filmmusik. Kaye lämnade också Yes för andra projekt.

### 1995–2008: Howe och Wakeman återvänder, nya album och uppehåll
I november 1995 återförenade Anderson, Squire och White den "klassiska" sättningen av Yes från 1970-talet genom att bjuda in Wakeman och Howe tillbaka till bandet. Man spelade in två nya, långa, spår: "Be the One" och "That, That Is". I mars 1996 genomförde Yes tre konserter på Fremont Theatre i San Luis Obispo, Kalifornien, som spelades in och gavs ut tillsammans med de nya studiospåren i oktober samma år på CMC International Records, som Keys to Ascension. Albumet nådde som bäst plats 48 i Storbritannien och plats 99 i USA. En konsertvideo med samma titel gav också ut samma år. Yes fortsatte att spela in nya låtar: några var från material skrivet till XYZ-projektet. Till en början ämnade man att ge ut de nya låtarna på ett studioalbum, men efter kommersiella överväganden gavs de istället ut tillsammans med resten av San Luis Obispo-konserten på Keys to Ascension 2 i november 1997. Albumet nådde plats 62 i Storbritannien, men misslyckades att ta sig in på albumlistan i USA. Wakeman var missnöjd över hur ett potentiellt studioalbum hade offrats till förmån för Keys to Ascension-utgivningarna, samt att en turné planerades utan någon återkoppling till Wakeman. Detta gjorde att han återigen lämnade Yes. Studiomaterialet från de båda albumen gavs 2001 ut under namnet Keystudio.

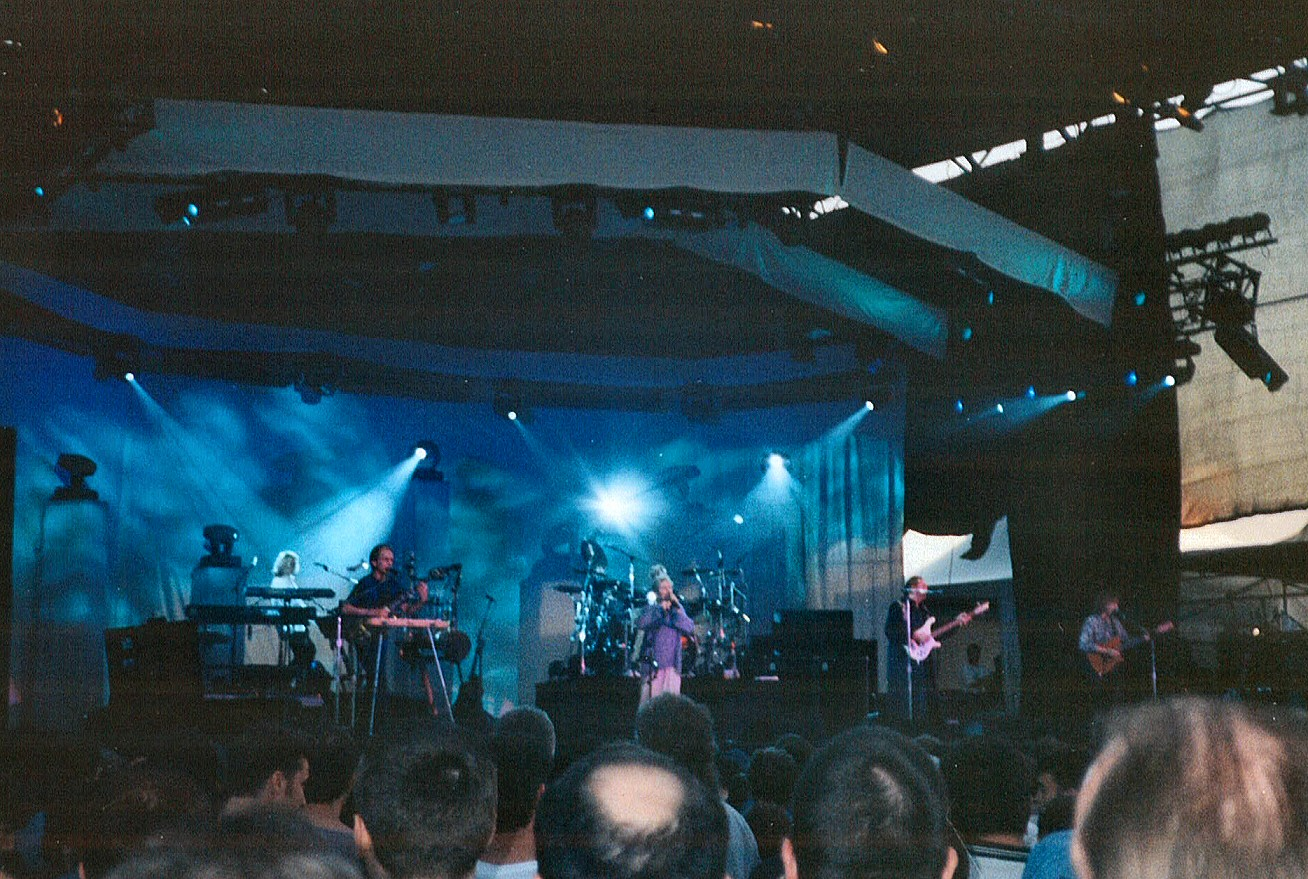
Yes live 1998, från vänster: Khoroshev, Howe, Anderson, Squire och Sherwood (White bakom Anderson).

Efter Wakemans avhopp vände sig Squire till Billy Sherwood (som nu var bandets ljudtekniker). Båda hade arbetat med sidoprojektet Conspiracy och omarbetade befintliga demos och inspelningar för att göra dem till Yes-låtar. De arbetade även på nytt material tillsammans med Anderson och White. Howes input var i detta skede minimalt då han huvudsakligen bara medverkade i slutet av sessionerna. Sherwoods engagemang i låtskrivande, produktion och framförande ledde till att han slutligen anslöt till Yes som en fulltidsmedlem och antog rollen som körsångare, keyboardist och gitarrist (tillsammans med Howe). Resultaten av sessionerna gavs ut i november 1997 som Yes sjuttonde studioalbum, Open Your Eyes (av skivbolaget Beyond Music, som säkerställde att gruppen hade större kontroll i utgivningen). Sherwood försökte överlappa Yes olika stilar från 1970-talet och 1980-talet: "Mitt mål var att försöka bryta ner de partisanska murarna - för all musik var så bra. Det finns människor som inte vill lyssna på Genesis, säg, efter 1978, men jag kan inte föreställa mig det. Jag älskar all musik. Det var det jag försökte göra, för att få en enighet. Under tiden jag var med Yes, hörde man nya saker, och klassiska saker. För det är jag stolt - att ha justerat planeter för en tids ögonblick." Open Your Eyes blev dock ett kommersiellt misslyckande. I USA nådde det som bäst plats 151 medan det i Storbritannien inte tog sig in på albumlistan alls. Titelspåret gavs ut som singel och lyckades nå nummer 33 på Mainstream Rock Chart.
Inför den följande turnén för albumet, anslöt den ryske keyboardisten Igor Khoroshev som hade spelat på några av albumets låtar. Signifikativt för turnén var att Yes förlitade sig på äldre material och bara spelade några få av nya albumets låtar. Anderson och Howe, som varit mindre delaktiga än de önskat i produktionen av albumet, har senare uttryckt missnöje kring Open Your Eyes.
När bandet kom att spela in sitt artonde studioalbum, The Ladder, med producenten Bruce Fairbairn, hade Khoroshev nu blivit heltidsmedlem i Yes. Med Khoroshevs klassiskt influerade spelstil, och då alla medlemmar bidrag lika i låtskrivandet, återvände bandet till dess eklektiska och integrerade progressiva rockstil från 1970-talet. The Ladder innehöll också latin- och världsmusikinfluenser. Dessa infördes av White (även om Fairbairns multiinstrumentalistkollega Randy Raine-Reusch också starkt bidrog till albumets texturer). Ett av spåren, "Homeworld (The Ladder)", skrevs till Relic Entertainments spel Homeworld och användes som outrotema. The Ladder gavs ut i september 1999 och nådde som bäst plats 36 och plats 99 i Storbritannien respektive USA. Under den efterföljande turnén spelade Yes in sin konsert på House of Blues i Las Vegas, vilken gavs ut på både CD och DVD i september 2000 som House of Yes: Live from House of Blues. The Ladder kom att bli det sista albumet med Sherwood, som såg sin roll i Yes som att skapa och framföra ny musik. Då han insåg att resten av bandet nu ville koncentrera sig på att framföra äldre låtar, lämnade han Yes i slutet av turnén. Senare under året påbörjade Yes en tre månader lång turné i USA, där de endast framförde material som hade släppts mellan 1970 och 1974 (The Yes Album till Relayer). Under denna turné var Khoroshev involverad i en incident med sexuella övergrepp backstage och lämnade bandet vid turnéns slut.
2001 gav Yes ut sitt nittonde studioalbum, Magnification. Albumet spelades in utan keyboardist och innehåller istället en 60-man stor orkester, ledd av Larry Groupé – det var första gången gruppen använt sig av en orkester sedan Time and a Word 1970. Albumet var ingen större framgång och nådde som bäst plats 71 och 186 i Storbritannien respektive USA. Mellan juli och december 2001 turnerade bandet tillsammans med en orkester och den amerikanske keyboardisten Tom Brislin. Bandets två konserter i Amsterdam spelades in och gavs 2002 ut på DVD och 2009 på CD som Symphonic Live. Bandet hade bjudit in Wakeman att medverka på inspelningen, men han tvingades tacka nej då han var ute på en soloturné.
I april 2002 meddelades det att Wakeman återvänt till Yes, som därefter gav sig ut på Full Circle Tour 2002 och 2003. Under turnén besökte man Australien för första gången sedan 1973. I juli 2003 gavs samlingsalbumet The Ultimate Yes: 35th Anniversary Collection ut, vilken nådde plats 10 i Storbritannien – gruppens bästa notering där sedan 1991. I USA nådde albumet plats 131 som bäst. Den 26 januari 2004 hade filmen Yesspeak premiär på ett antal utvalda biografer. Detta följdes av akustiska framträdanden som senare gavs ut som Yes Acoustic: Guaranteed No Hiss. Senare under året gav sig gruppen ut på en turné för att fira sitt 35-årsjubileum. Detta dokumenterades på DVD:n Songs from Tsongas. Samma år återförenades Squire, Howe, och White med de tidigare medlemmarna Trevor Horn, Trevor Rabin och Geoff Downes under en konsert som firade Horns karriär. Under denna konsert framfördes tre Yeslåtar och konserten gavs 2008 ut på DVD som Trevor Horn and Friends: Slaves to the Rhythm.
Efter jubileumsturnén i september 2004 gjorde Yes ett uppehåll, men var fortfarande aktiva genom utgåvor såsom live- och samlingsalbum. Samtidigt gjorde Anderson en omfattande turné, inklusive en gemensam turné med Wakeman där man i stor utsträckning fokuserade på Yesmaterial. Squire gav ut sitt efterlängtade andra soloalbum, Wakeman gav också ut ett soloalbum och White lanserade sitt eget band White och anslöt därefter till bandet CIRKA med de forna Yesmedlemmarna Tony Kaye och Billy Sherwood. Samtliga gjorde turnéer till sina respektive projekt. Samtidigt gav Howe ut tre soloalbum och återförenades med den forna och framtida Yesmedlemmen Geoff Downes i den ursprungliga uppsättningen av Asia. Bandet turnerade i stor utsträckning och gav också ut ett nytt studioalbum.

### 2008–2014: Anderson ersätts,Fly from HereochHeaven & Earth
I maj 2008 tillkännagavs turnén "Close to the Edge and Back" för att fira bandets 40-årsjubileum – med Oliver Wakeman som keyboardist. Anderson har sagt att bandet hade förberett fyra nya långa kompositioner för turnén, men han var själv ointresserad av att producera ett nytt studioalbum efter den låga försäljningen av Magnification, och antydde att ett studioalbum inte var "logiskt längre." Turnén ställdes plötsligt in, innan man påbörjat repetitioner, efter att Anderson drabbades av astmaanfall och diagnostiserades med akuta andningsproblem. Anderson råddes av läkare att undvika att turnera i sex månader.

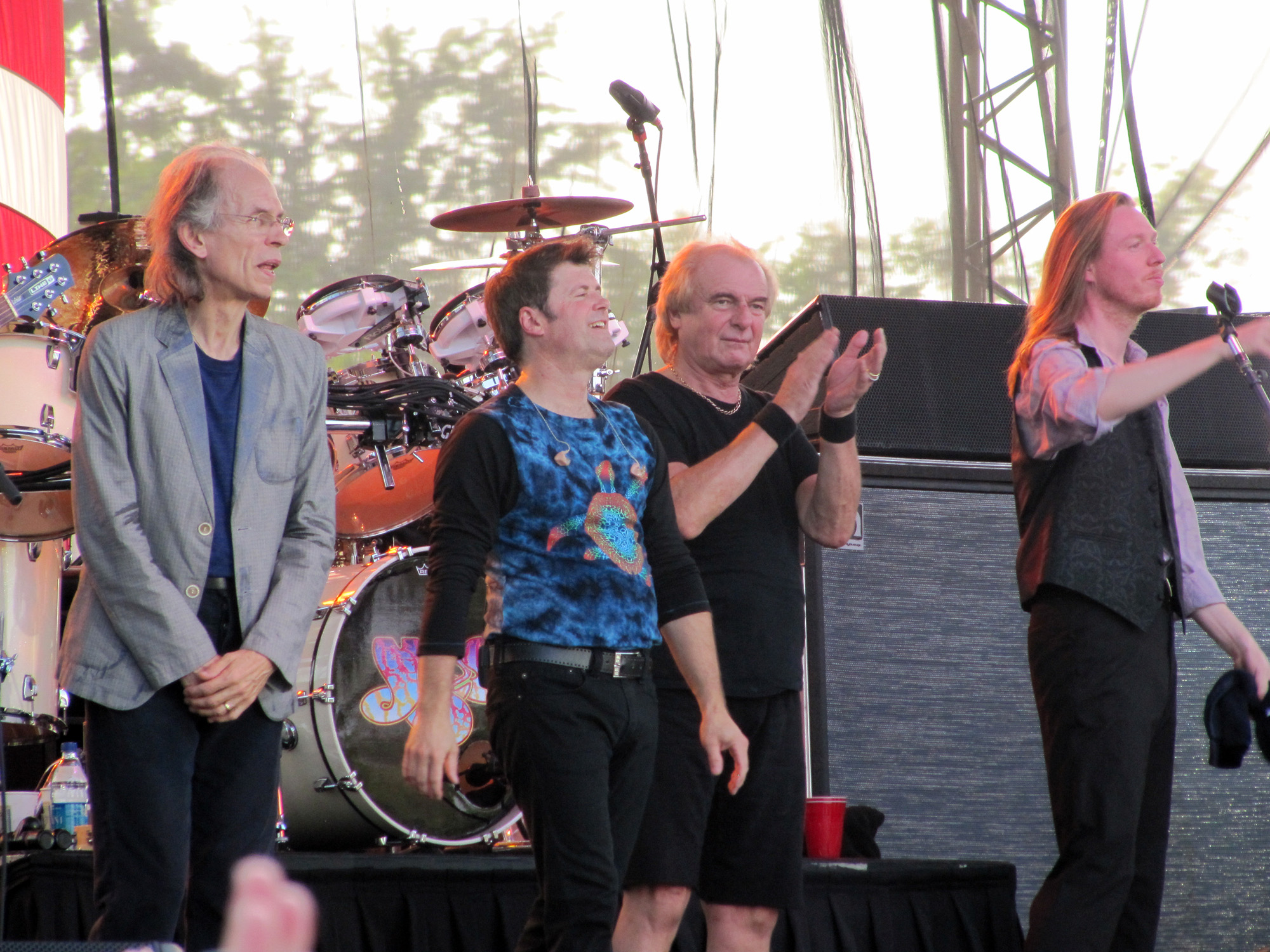
Yes live 2010. Från vänster: Howe, David, White och Oliver Wakeman.

I september 2008 tillkännagav de återstående bandmedlemmarna, som var ivriga att fortsätta turnera, oavsett Andersons tillgänglighet, en serie konserter under namnet Steve Howe, Chris Squire and Alan White of Yes, med den nya kanadensiska leadsångaren Benoît David. David hade tidigare varit medlem i Mystery och tributebandet Close to the Edge. Anderson uttryckte sin besvikelse över att hans tidigare bandkamrater inte hade väntat på att han återhämtat sig, eller att de inte hanterat situationen "på ett mer gentlemannamässigt sätt". Samtidigt som han önskade dem lycka till, refererade han till projektet som "soloarbete" och betonade att hans uppfattning var att deras band "inte är Yes." Samma uppsättning började turnera som Yes i juni 2009, efter att ett antal konserter i februari samma år ställts in då Squire opererade sig för ett artärbråck i benet. I oktober 2009 sade Squire att "detta är nu Yes" och den dåvarande turnén fortsatte in i 2010, med Asia och Peter Frampton som förband på vissa konserter.
I augusti 2010 meddelades det att Yes skrivit material för ett nytt studioalbum. Howe slog hål på rykten om att gruppen bjudit in Anderson att sjunga på albumet, som i sin tur tillkännagav ett nytt projekt med de forna Yesmedlemmarna Rick Wakeman och Trevor Rabin. Yes skrev sedan på ett skivavtal med Frontiers Records och påbörjade inspelningar med Trevor Horn som producent, i Los Angeles. Mycket av materialet till albumet var taget från låtar skrivna av Horn och Geoff Downes runt perioden då de varit medlemmar i Yes kring 1980. Under inspelningssessionerna ansåg bandet att det vore klokt att ta tillbaka Downes för att ersätta Oliver Wakeman, då Downes kände till materialet bättre än Wakeman. Inspelningarna var klara i mars 2011 och efterproduktionen avslutades månaden därpå. Albumet, Fly from Here, gavs ut i juli samma år och nådde plats 30 och 36 i Storbritannien respektive USA.
I mars 2011 gav sig bandet ut på turnéer och hade Styx och Procol Harum som förband på vissa konserter. Senare samma år gav gruppen ut live-DVD:n In the Present – Live from Lyon från bandets föregående turné. Trevor Rabin gästade bandet under en konsert i Los Angeles, där han medverkade på låten "Owner of a Lonely Heart". I februari 2012 drabbades David av andningssvårigheter och ersattes därför av sångaren Jon Davison, som tidigare varit medlem i Glass Hammer. Davison rekommenderades till Squire via deras gemensamme vän, Taylor Hawkins. Efter detta tillkännagivande uttryckte Anderson sin besvikelse över att "de var tvungna att ta in ännu en sångare efter att killen som ersatte mig blev sjuk" och hävdade att han erbjudit sig att återvända till bandet då han åter var frisk. Han sade vidare att "de har svikit många fans."
I november 2013 uttryckte Anderson en önskan om att få återvända till Yes i framtiden för en "turné alla drömmer om" och hänvisade till Yes nominering till Rock and Roll Hall of Fame and Museum som en motivation till en eventuell återförening. Howe uttalade sig emot och sade att "jag är inte säker på att vår gemensamma vilja att uppnå samma sak existerar längre ... jag tycker att man ibland bara måste gå vidare. Mellan mars 2013 och juni 2014 var Yes ute på Three Album Tour, där de spelade albumen The Yes Album, Close to the Edge och Going for the One i sin helhet. Under turnén ledde de en kryssning med progressivt rock-tema, med titeln "Cruise to the Edge". En andra kryssning tog vid i april 2014 och bandet var senare huvudakt på "Cruise to the Edge" i november 2015. Konserten från den 11 maj 2014 i Bristol gavs ut som Like It Is: Yes at the Bristol Hippodrome 2014, dock endast med framförande av Going for the One och The Yes Album.
Bandets tjugoförsta studioalbum och första med Davison, Heaven & Earth, spelades in mellan januari och mars 2014, på Neptune Studios i Los Angeles med Roy Thomas Baker som producent och med den tidigare medlemmen Billy Sherwood som ljudtekniker, körsångare och mixare. Squire beskrev inspelningsprocessen som "en mycket trevlig upplevelse" och Baker som "riktigt bra att jobba med" och sade att skrivarprocessen för albumet involverade Davison, som reste till Howes och Squires hem för att skriva och utveckla den nya musiken. Howe sade att han "försökte sakta ner" albumproduktionen i hopp om att "vi kanske skulle kunna förfina det ..." och jämförde det med framgångarna med bandets klassiska verk där de "arrangerade skiten ur" materialet. För att promota Heaven & Earth återupptog Yes turnerandet mellan juli och november 2014 med en världsturné, där man besökte Nordamerika, Europa, Australien, Nya Zeeland och Japan. Bandet spelade Fragile och Close to the Edge i sin helhet med utvalda låtar från Heaven & Earth, samt extranummer. Konsertern i Mesa, Arizona gavs 2015 ut som Like It Is: Yes at the Mesa Arts Center och innehåller framförande av Fragile och Close to the Edge.

### 2015–2017: Squires död, Yes Featuring ARW och Rock and Roll Hall of Fame

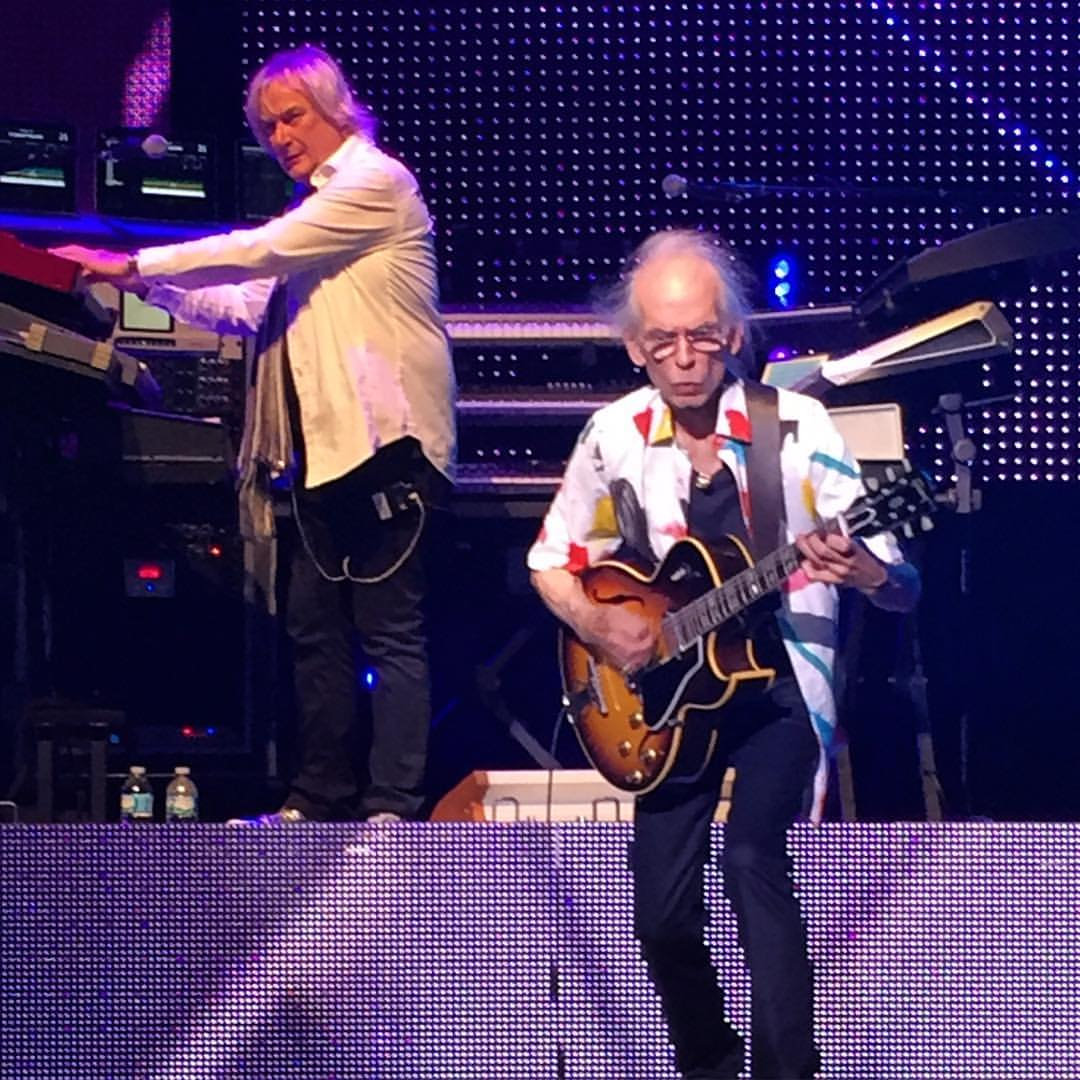
Downes och Howe live med Yes 2016.

I maj 2015 offentliggjordes att Squire diagnostiserats med leukemi. Detta resulterade i att Sherwood ersatte honom för den Nordamerikanska turnén med Toto mellan augusti och september, samt Cruise to the Edge i november, medan Squire behandlades. Squires tillstånd försämrades strax därefter och han avled den 27 juni 2015 i sitt hem i Phoenix, Arizona. Downes var först med att meddela om Squires död på Twitter. Squire hade uppmanat White och Sherwood att fortsätta med bandet, något Sherwood erinrade sig "var avgörande i hans sinne ... så jag gör det med glädje." För första gången i sin 47-åriga historia, spelade Yes utan Squire den 7 augusti 2015 i Mashantucket, Connecticut.
I januari 2016 meddelade Anderson, Rabin och Wakeman att man skulle turnera under namnet Anderson, Rabin and Wakeman (ARW). De hade 2010 avslöjat att de arbetade tillsammans och att de börjat skriva nytt material. Deras turné, An Evening of Yes Music and More, påbörjades i oktober 2016 med Yeslåtar från olika eror. Wakeman sade att Squires död fick gruppen att gå framåt: "efter Chris mycket tråkiga bortgång ... var det rätt tid att träffas och producera både ny musik och framföra några av de klassiska material, som vi anser att det borde framföras."
2016 framförde Yes Fragile och Drama i sin helhet på sin Europeiska turné som pågick mellan april och juni. Trevor Horn sjöng "Tempus Fugit" med bandet under två brittiska konserter. Detta följdes av framföranden av Drama och sida ett och fyra av Tales from Topographic Oceans under en turné i Nordamerika mellan juli och september. White missade den senare turnén efter att han genomgått en ryggoperation och behövt återhämtning, vilket ledde till att den amerikanska trummisen Jay Schellen tog hans plats. White återvände till Yes på deltid under en turné i Japan i november samma år. Schellen fortsatte vikariera för White fram till februari 2017. White spelade bara på vissa låtar under den här perioden. Ett livealbum från denna turné, betitlat Topographic Drama - Live Across America, släpptes i november 2017 och är Yes första utgivning utan Squire. I februari 2017 turnerade Yes i USA, som inkluderade Cruise to the Edge, och fortsatte att spela Drama, samt hälften av Tales from Topographic Oceans.
Den 7 april 2017 valdes Yes in i Rock and Roll Hall of Fame av Geddy Lee och Alex Lifeson från Rush i en ceremoni som hölls i New York City. De invalda medlemmarna var Anderson, Howe, Rabin, Squire, Rick Wakeman, Kaye, Bruford och White, samma uppsättning som medverkade på Union och den efterföljande turnén. Efter att ha misslyckats att bli invalda två gånger tidigare, bekräftades deras kommande induktion den 20 december 2016. Vid ceremonin framförde Anderson, Howe, Rabin, Wakeman och White "Roundabout" (Rabins tredje uppträdande med Yes sedan 1994 och första gången sedan 2004 för Anderson och Wakeman) tillsammans med Geddy Lee på bas. Sedan framförde man också "Owner of a Lonely Heart" med Howe på bas. Bruford deltog i ceremonin, men spelade inte: Kaye var den enda som saknades bland de överlevande invalda medlemmarna.
I början av 2017 började Anderson, Rabin och Wakeman använda det nya namnet Yes Featuring Jon Anderson, Trevor Rabin and Rick Wakeman. Det formella tillkännagivandet om detta kom bara dagar efter deras inväljande i Rock and Roll Hall of Fame, där de kallade sig "den definitiva uppsättningen av det största bandet i den progressiva rockens historia" och tillkännagav en turné samma höst. Om namnbytet har Anderson sagt: "Fans vill det, vi vill det och det är vår rätt att använda namnet" och "så länge jag kan sjunga vill jag hålla Yes vid liv ... vad jag än gör är Yes."
Medan man erkände Andersons delägande av varumärket Yes, varnade Yesledningen om potentiell förvirring för biljettköpare, skapat av det samtida användandet av namnet Yes. Även de andra varnade för detta. Förvirringen har uppmärksammats också i pressreferenser som två olika "versioner", "fraktioner" eller "inkarnationer av Yes" och i lokala media, när gruppernas turnéer överlappade, sade man: "Yes kommer ... två gånger." Howe har knappt uttalat sig i frågan, annat än att "det är komplicerat ... istället för att gå till domstol i fem år och slösa 2 miljoner pund, njuter vi i princip bara av det faktum att vi är Yes och de också är Yes ibland." När de tillfrågades om Yes nuvarande medlemmar svarade Anderson "vi tycker inte om dem", medan Wakeman sa "vi har inget intresse av vad de gör." Howe har sagt att han och hans band "troligtvis inte är riktigt intresserade" av en återförening, medan Wakeman meddelade med "100%" säkerhet att det inte kommer att bli någon återförening. Under 2018 utförde båda banden separata "50-årsjubileums"-turnéer, där båda utnyttjade Yeslogotypen. Anderson klargjorde ursprunget till varför ARW använde sig av namnet Yes i en intervju i juni 2018, där han avslöjade att det ursprungligen var ett förslag från Squires fru Scotland, efter att det blev klart att hennes man skulle avlida. ARW tilläts använda namnet och Howe och White, som ägde rättigheterna till namnet tillsammans med Anderson och Squire, hade kommit överens och "varit riktigt coola kring det".
Yes turnerade i Nordamerika mellan augusti och september 2017 och framförde minst en låt från varje album från Yes till Drama. Howes son Dylan anslöt till bandet som extratrummis. Detta var första gången sedan Union Tour som Yes hade två trummisar som spelade samtidigt. De sista sju konserterna ställdes in efter det oväntade dödsfallet av Howes son och Dylans bror Virgil.

### 2018–idag: 50-årsjubileum,The Questoch Whites död
I februari 2018 var Yes huvudakt på Cruise to the Edge, där Kaye medverkade som gästartist, hans första framträdande med bandet sedan 1994. Detta följdes av en europeisk 50-årsjubileumsturné i mars där bandet spelade hälften av Tales from Topographic Oceans och ett urval av låtar från Yes historia. De två Londonkonserterna inkluderade en fankonvention som sammanföll med utgivningen av Fly from Here – Return Trip, en ny version av albumet med sång och mix av Horn. Horn medverkade även under turnén som gästsångare. Den amerikanska delen av turnén pågick i juni och juli 2018 och innehöll gästframträdanden från Kaye, Tom Brislin och Patrick Moraz, som senast hade spelat med Yes 1976. Turnén avslutades i Japan i februari 2019. Schellen fortsätter stödja White som extratrummis, då White haft en bakterieinfektion i lederna sedan november 2017. Turnén dokumenterades på livealbumet Yes Live 50.
I juni och juli 2019 headlinade Yes turnén Royal Affair i USA, där också Asia, John Lodge, och Carl Palmer's ELP Legacy med Arthur Brown medverkade. I augusti samma år avslöjades det att Yes påbörjat arbetet med nytt material för en möjlig utgivning 2020. Bandet kommer fortsätta turnera dess Album Series Tour mellan april och juni 2020 i Europa, med ett blandat set av låtar samt Relayer i sin helhet.
Den 25 oktober 2019 gavs From a Page ut, bestående av fyra tidigare outgivna låtar inspelade 2010 under tidiga sessioner för Fly from Here. Låtarna skrevs främst av Oliver Wakeman. CD-utgåvan innehåller också en längre version av In the Present – Live from Lyon. Ett livealbum från turnén Royal Affair, med titeln The Royal Affair Tour: Live from Las Vegas, gavs ut i oktober 2020. Yes hade planerat att återuppta turnerandet 2020, med start i USA i mars, följt av en Europaturné där man skulle ha framfört Relayer i sin helhet. Båda turnéerna ställdes in på grund av Covid-19-pandemin. Senare samma år bildade Davison och Sherwood Arc of Life, ett nytt band där också Schellen och keyboardisten Dave Kerzner medverkar.
Yes arbetade med nytt material, för dess tjugoandra studioalbum The Quest, från slutet av 2019 till 2021, med Howe som ensam producent. Restriktionerna som medfördes av Covid-19-pandemin resulterade i att gruppens medlemmar spelade in sina delar i separata studios, varpå man skickade dem till Howe och ljudteknikern Curtis Schwartz i England. 2021 träffades Howe, Davison och Downes och färdigställde albumet. The Quest gavs ut den 1 oktober 2021 och albumets två första låtar, "The Ice Bridge" och "Dare to Know", gavs ut som digitala singlar. Albumet nådde som bäst plats 20 på den brittiska albumlistan. Då albumet gavs ut hade Yes redan diskuterat planer på att ge ut ett uppföljande album. I maj 2022 bekräftade Sherwood att bandet hade påbörjat inspelningar av nytt material.
Efter ett tre år långt uppehåll återupptog Yes turnerandet i juni 2022 med en turné i Storbritannien och Irland för att fira 50-årsjubileet av Close to the Edge. Den 22 maj 2022 meddelade Yes att White inte skulle komma att medverka på 2022 års turné på grund av hälsoproblem och att Schellen skulle ta över som trummis. Fyra dagar senare, den 26 maj, avled Alan White.

## Medlemmar
| Nuvarande medlemmar - Steve Howe – gitarr (1970–1981, 1990–1992, 1995–idag) - Geoff Downes – keyboard (1980–1981, 2011–idag) - Billy Sherwood – gitarr, keyboard, bas (1994, 1997–2000, 2015–idag) - Jon Davison – sång (2012–idag) - Jay Schellen – trummor (2023–idag, turnémusiker 2016–2023) | Tidigare medlemmar - Chris Squire – bas (1968–1981, 1983–2004, 2008–2015) - Jon Anderson – sång (1968–1980, 1983–1988, 1990–2004) - Bill Bruford – trummor (1968–1972, 1990–1992) - Tony Kaye – keyboard (1968–1971, 1983–1995) - Peter Banks – gitarr (1968–1970) - Rick Wakeman – keyboard (1971–1974, 1976–1980, 1990–1992, 1995–1996, 2002–2004) - Alan White — trummor (1972–1981, 1982–2022) - Patrick Moraz – keyboard (1974–1976) - Trevor Horn – sång (1980–1981) - Trevor Rabin – gitarr (1983–1995) - Igor Khoroshev – keyboard (1997–2000) - Benoít David – sång (2008–2012) - Oliver Wakeman – keyboard (2008–2011) | Tidigare turnémusiker - Tom Brislin – keyboard (2001) - Dylan Howe – trummor (2017) |

## Diskografi
| Studioalbum - 1969 – Yes - 1970 – Time and a Word - 1971 – The Yes Album - 1971 – Fragile - 1972 – Close to the Edge - 1973 – Tales from Topographic Oceans - 1974 – Relayer - 1977 – Going for the One - 1978 – Tormato - 1980 – Drama - 1983 – 90125 - 1987 – Big Generator - 1991 – Union - 1994 – Talk - 1997 – Open Your Eyes - 1999 – The Ladder - 2001 – Magnification - 2011 – Fly from Here - 2014 – Heaven & Earth - 2021 – The Quest - 2023 – Mirror to the Sky | Livealbum - 1973 – Yessongs - 1980 – Yesshows - 1996 – Keys to Ascension - 1997 – Keys to Ascension 2 | Samlingsalbum - 1975 – Yesterdays |